# Quercus charcasana
Quercus charcasana — вид рослин з родини букових (Fagaceae), поширений у Мексиці. Є серйозні сумніви щодо валідності виду. МСОП розглядає його як синонім до Quercus saltillensis Trel..

## Опис
Кущ або дерево від 1 до 5 метрів заввишки.

## Середовище проживання
Поширення: Мексика (Коауїла, Нуево-Леон, Тамауліпас, Сакатекас). Росте на висотах від 1900 до 2400 метрів на високих схилах в сосново-дубових та дубових лісах, а також на переході між сосново-дубовим та оямелевим лісом.

## Загрози
Постійно спостерігаються антропогенні порушення. Існує загроза зміни землекористування внаслідок росту сільського господарства та випасу худоби, але через своє розташування на високих схилах Q. saltillensis зазвичай зазнає лише мінімальних впливів від цих впливів. У північних районах свого населення Q. saltillensis також обмежений через збільшення міської експансії міста Монтеррей.